# Prairie Grove, Arkansas
Prairie Grove là một thành phố thuộc quận Washington, tiểu bang Arkansas, Hoa Kỳ. Năm 2010, dân số của thành phố này là 4380 người.

## Dân số
- Dân số năm 2000: 2540 người.
- Dân số năm 2010: 4380 người.